# Кен Джейкобс
Кен Джейкобс (англ. Ken Jacobs, род. 1933, Бруклин, Нью-Йорк) — американский кинорежиссёр, монтажёр и художник, педагог, оператор-постановщик, сценарист, актёр, продюсер. Один из крупнейших представителей кинематографического авангарда.

## Биография и творчество
В 1955—1956 Кен Джейкобс учился живописи, и в это же время начал снимать. Первая камера была приобретена Джейкобсом, когда он служил в береговой охране на побережье Аляски. По его словам, эта армейская камера работает до сих пор. На неё он начал снимать с участием Джека Смита и Джерри Симса один из своих самых масштабных фильмов «Star Spangled To Death», который со временем разросся до четырёхсотминутного монтажа архивных и «найденных» плёнок с постановочными фрагментами. «Звезда насмерть усыпанная блестками» была показана в 2004 году на Нью-Йоркском кинофестивале. Сам Джейкобс назвал эту работу «эпической лентой, сделанной за сто долларов».
С конца 60-х Джейкобс занимается преподаванием. В 2000 году ему было присвоено звание заслуженного профессора кино.
В 2011 году принял участие в проекте-антологии «60 секунд одиночества в нулевом году» в компании Синдзи Аоямы, Сого Исии, Альберта Серра, Тома Тыквера, Брайана Юзны и др.
Ведёт научную деятельность в Нью-Йорке. Живёт с женой Фло Джейкобс, отец режиссёра Азазеля Джейкобса.

## Стиль
Творческий стиль Джейкобса во многом сосредоточен вокруг техники «найденной плёнки» — автор работает с чужим киноматериалом, порой окказиональным, концептуализируя его на монтажном столе. Так появился не только «Star Spangled To Death», но и другой культовый фильм Джейкобса «Том Том сын дудочника». «Том Том» состоит из многопланового и детального разбора плёнки 1905 года, в котором хронометраж ленты увеличивается с восьми минут до почти двух часов. Выпущенный в 1969 году «Tom, Tom, The Piper’s Son» является одним из первых примеров деконструкции в кино.
Помимо монтажных работ, Джейкобс занимался и постановкой. Наиболее известным игровым фильмом Джейкобса стала «Кобра-блондинка», снятая в знаковом 1963 году при участии Джека Смита. В том же году сам Джек Смит снял «Пламенеющих созданий», а Рон Райс — «Встречу Королевы Шебы с Атомным человеком».
В 90-х годах начал работать с Джоном Зорном и экспериментировать с применением стробоскопического эффекта, цифровым видео и 3d.

## Идеология
Джейкобс с юности придерживается левых взглядов, что находит отражение в самой манере его создания киноленты, но ещё более явно — в его риторике. Например, вот его слова о замысле «Звезды, насмерть усыпанной блестками»:

Соединяя найденные плёнки с моими более или менее организованными съёмками, фильм изображает украденную и опасно распроданную Америку, позволяя популярной культуре саморазоблачиться. Расовое и религиозное безумие, монополизация богатства, целенаправленное подавление граждан и склонение их к войне противостоят шалостям битников.
Оригинальный текст (англ.)combining found-films with my own more-or-less staged filming, it pictures a stolen and dangerously sold-out America, allowing examples of popular culture to self-indict. Racial and religious insanity, monopolization of wealth and the purposeful dumbing down of citizens and addiction to war oppose a Beat playfulness.

Тем временем Джейкобс не является активистом, и противопоставляет себя Майклу Муру, называя себя художником, а Мура скорее журналистом.

## Фильмы
- Little Stabs at Happiness (1960)
- Кобра-Блондинка (1963)
- Том Том сын дудочника (1969)
- Opening the Nineteenth Century: 1896 (1991)
- The Georgetown Loop (1996)
- Circling Zero: We See Absence (2002)
- Star Spangled to Death («Звезда, усыпанная насмерть блёстками», 2004)
- Nymph (2007)
- Нью-йоркский Рыбный магазин Гетто 1903 (2007)
- Gift of Fire: Nineteen (Obscure) Frames that Changed the World (2007)
- 60 секунд одиночества в нулевом году (2011)
- Joys of Waiting for the Broadway Bus (2013)
- A Primer in Sky Socialism (2013)
- Гости (2014)
- Ulysses in the Subway (2017)